# Nikotinismus
Nikotinismus, také závislost na nikotinu, je onemocnění ve formě závislosti na obsahu látek obsažených v tabáku. Závislost vzniká inhalací (kouřením, především cigaret, cigarill, doutníků, dýmky a šňupáním tabáku, popřípadě kouřením tabákové směsi z konopí). Závislost může být jak fyzická (tělesná), tak psychická (duševní).

## Důsledky
Nadměrné kouření může vyvolávat následující krátkodobé či dlouhodobé příznaky:
- podrážděnost
- nespavost
- bolest hlavy
- somatický třes
- horší fyzický výkon
- nechuť k činnostem (např. pracovním)

V cigaretách, potažmo v jejich kouři a popelu, je identifikováno několik set různých látek, z nichž k nejznámějším patří alkaloid nikotin a oxid uhelnatý. Obsahuje také např. dehtové látky, kyanidy, dusičnany, čpavek nebo aceton. Řada těchto látek uvolňovaných z cigaret má rakovinotvorné účinky. Podle ověřených statistik je průměrná délka života nekuřáka zhruba 73 let a kuřáka, kouřícího v průměru 20 cigaret denně, pouze 67 až 68 let. Existuje také celá řada výjimek, kdy se i kuřáci dožívají vysokého stáří. Tyto příklady však nemění nic na skutečnosti, že rakovina plic je až 10× častější u kuřáků než nekuřáků. Kuřáci zpravidla mají během života i další zdravotní obtíže (např. dráždivý kašel, bolesti orgánů trávicí soustavy nebo vyšší nemocnost).